# Between the Sheets (album de The 411)
Singles
1. On My Knees (feat. Ghostface Killah)
Sortie : 5 mai 2004
2. Dumb
Sortie : 23 août 2004
3. Teardrops
Sortie : 15 novembre 2004
4. Chance (au Japon uniquement)
Sortie : 19 mars 2005

Between The Sheets est le premier album studio du groupe britannique de R&B The 411, sorti le 22 novembre 2004. Between The Sheets est également distribué en France et au Japon. L'édition française met en avant deux nouvelles versions de morceaux album, enregistrées spécialement pour le marché français : Face à Toi Baby avec Mag (avec les versets de Dumb avec un chœur spécial français) et Chance avec K-Maro (à nouveau le mix de Chance en français).
L'édition japonaise de l'album, qui comporte les 12 pistes standard de la version anglaise, ont à leur côtés deux bonus : Drop Jeans Top (apparaissant comme face B Teardrops au Royaume-Uni) et Soaking Wet, parallèlement à une amélioration présentant les vidéos sur On My Knees et Dumb.

## Singles
Le groupe lance son premier single intitulé On My Knees avec Ghostface Killah, du groupe Wu-Tang Clan. Le morceau est un succès au Royaume-Uni, pays dans lequel il atteint le top 5, et en Australie, au top 30. Un deuxième single, Dumb, atteint la 3e place au Royaume-Uni et a également atteint le top 30 en Australie. Ces titres apparaissent dans l'album Between The Sheets, avec des chansons composées par Diane Warren, Redeye, et The 411 eux-mêmes.
Un troisième single intitulé Teardrops est également lancé une semaine avant la sortie de l'album. Toutefois, en dépit d'un échantillon sonore de Danube Incident, interprété à l'origine par Lalo Schifrin, elles n'atteignent que la 23e place au Royaume-Uni. Un quatrième single prénommé Chance, sort uniquement au Japon.

## Listes des titres
| 1.  | On My Knees (featuring Ghostface Killah)       | 3:39 |
| 2.  | Teardrops                                      | 3:21 |
| 3.  | China Girl                                     | 3:28 |
| 4.  | Chance                                         | 3:13 |
| 5.  | My Friend                                      | 2:44 |
| 6.  | Between The Sheets                             | 3:40 |
| 7.  | Dumb                                           | 2:48 |
| 8.  | Forever Begins                                 | 3:41 |
| 9.  | Jumpin                                         | 3:37 |
| 10. | What If It Was You?                            | 3:34 |
| 11. | Don't Want To Talk About It (featuring JP Esq) | 4:36 |
| 12. | Can't Fight Love                               | 3:18 |

| 13. | Drop Top Jeans | 3:13 |
| 14. | Soaking Wet    | 3:35 |

| 1.  | Dumb (featuring Mag)                           | 3:11 |
| 2.  | Chance (featuring K-Maro)                      | 3:30 |
| 3.  | On My Knees (featuring Ghostface Killah)       | 3:39 |
| 4.  | Teardrops                                      | 3:21 |
| 5.  | China Girl                                     | 3:28 |
| 6.  | Chance                                         | 3:13 |
| 7.  | My Friend                                      | 2:44 |
| 8.  | Between The Sheets                             | 3:40 |
| 9.  | Dumb                                           | 2:48 |
| 10. | Forever Begins                                 | 3:41 |
| 11. | Jumpin                                         | 3:37 |
| 12. | What If It Was You?                            | 3:34 |
| 13. | Don't Want To Talk About It (featuring JP Esq) | 4:36 |
| 14. | Can't Fight Love                               | 3:18 |

## Classements
| Classement (2004) | Meilleure position |
| ----------------- | ------------------ |
| Royaume-Uni       | 46                 |
| Turquie           | 17                 |
| France            | 162                |